# 12482 Пайка
12482 Пайка (12482 Pajka) — астероїд головного поясу, відкритий 23 березня 1997 року.
Тіссеранів параметр щодо Юпітера — 3,484.